# Корония (Беотия)
Коро́ния (греч. Κορώνεια) — деревня в Греции, на месте древнего города Коронеи. Расположена на высоте 330 метров над уровнем моря, к западу от горы Тильфосия (др.-греч. Τιλφωσαῖον ή Τιλφώσιον), на правом берегу реки Кифисоса, в 12 километрах к юго-востоку от Левадии и в 79 километрах к северо-западу от Афин. Входит в общину (дим) Левадию в периферийной единице Беотии в периферии Центральной Греции. Население 222 жителя по переписи 2011 года.
До мая 1915 года называлась Кутумулас (Κουτουμουλάς).
К северу от деревни проходит национальная дорога 3 Фивы — Левадия — Ламия.

## История
Древний город Короне́я (др.-греч. Κορώνεια) располагался на холме у Геликона, в западной Беотии, к юго-востоку от Херонеи и к западу от озера Копаиды. Мимо города протекала река Куарий или Коралий (греч. Κοράλιος). По преданию основан Короном, сыном Терсандр, братом Галиарта, усыновленным Атамантом, братом Сизифа. Упоминается Гомером в «Списке кораблей» вместе с Галиартом (Алиартосом). После Троянской войны захвачена беотийцами из Арны в Фессалии. Имел значение в древности как место игр Панбеотий, праздновавшихся у храма Афины Итонии. Под гегемонией Фив чеканил свою монету с 550 года до н. э. Во время афинской гегемонии (456—446 до н. э.) город был независим. Здесь афиняне, под начальством Толмида, были разбиты беотийской аристократией в 447 году до н. э. В начале IV в. до нашей эры город был членом Беотийского союза.
Около Коронеи в 394 году до н. э. произошло сражение между спартанцами под начальством Агесилая и Ксенофонта и войсками антиспартанской коалиции в ходе Коринфской войны. Спартанцы одержали победу над фивянами, афинянами и аргивянами. К этому времени армия Агесилая, пройдя через Фессалию, где ей пришлось отбивать нападения фессалийцев, вступила в Беотию, где встретилась с армией антиспартанской коалиции. Армия Агесилая, состоявшая в основном из освобождённых илотов и наёмников из отряда Десяти тысяч, соединилась со спартанским отрядом, стоявшем в Орхомене, и с отрядом, переправленным через Коринфский залив. Две армии встретились друг с другом при Коронее. Как и при Немее, правые фланги двух армий побеждали левые. Фиванцы прорвали фронт, но остальные союзники были побеждены. Тогда фиванцы повернули назад, к лагерю, но тут их встретил Агесилай и наголову разгромил. Многие фиванцы были убиты при попытке прорваться к остальным союзникам. После этой победы Агесилай переплыл со своей армией на кораблях Коринфский залив и вернулся в Спарту.
В 346 году до н. э. в ходе Третьей Священной войны царь Филипп II Македонский захватил Коронею и продал жителей в рабство. Город разрушен римлянами в 171 году до н. э.
По Павсанию в городе были алтари Гермеса Эпимелия и Ветров, а также храм Геры. В 4 километрах от Коронеи на горе Либетрион, западной части Геликона находились статуи либетрийских муз и нимф. По дороге в Алалкомены (Алалкомене), которые находились к востоку, был храм Афины Итонии.

## Сообщество Корония
В местное сообщество Корония входит деревня Айия-Параскеви. Население 386 жителей по переписи 2011 года. Площадь 32,178 квадратных километров.
| Населённый пункт | Население (2011), человек |
| ---------------- | ------------------------- |
| Айия-Параскеви   | 164                       |
| Корония          | 222                       |

## Население
| Год  | Население, человек |
| ---- | ------------------ |
| 1991 | 506                |
| 2001 | 320                |
| 2011 | ↘ 222              |